# Space Shuttle Enterprise

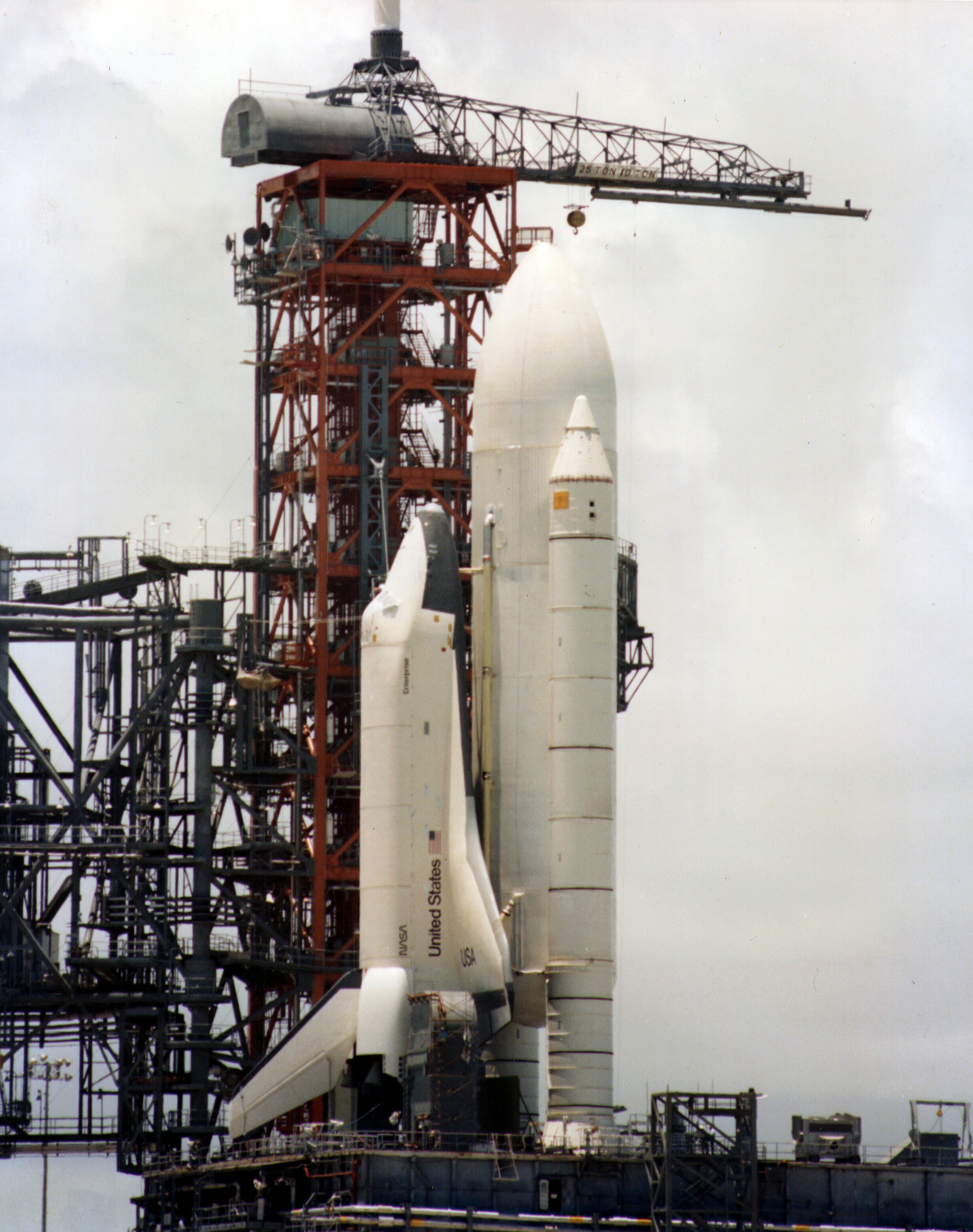
LEnterprise al pad 39-A in configurazione di lancio 20 mesi prima della prima missione dello shuttle Columbia.

Lo Space Shuttle Enterprise (denominazione NASA: OV-101) è stato il primo Space Shuttle costruito dall'agenzia spaziale statunitense. Fu costruito senza motori e senza uno scudo termico funzionale, ed era quindi incapace di operare nello spazio senza ulteriori modifiche.

## Storia
Nonostante fosse stato costruito per primo, era stato ideato per essere la seconda navetta spaziale, destinato a volare solamente dopo lo Space Shuttle Columbia; rimase tuttavia un tester, poiché risultò più economico adattare un altro veicolo di prova (STA-099), che diventò lo Space Shuttle Challenger. Venne nuovamente preso in considerazione per sostituire il Challenger, ma per questo compito fu costruito lo Space Shuttle Endeavour partendo dai pezzi di ricambio della Discovery e dell'Atlantis.
Originariamente destinato a chiamarsi Constitution (in onore del bicentenario della costituzione degli Stati Uniti d'America del 1976), fu deciso di cambiargli nome solo in seguito ad una campagna di firme raccolte dai fan della serie televisiva Star Trek (1966), dal nome della famosa nave spaziale USS Enterprise, protagonista di tanti film e telefilm. Gran parte del cast della serie originale, così come il creatore di Star Trek Gene Roddenberry, era presente alla cerimonia d'inaugurazione e il tema musicale della serie fu eseguito come colonna sonora. Un disegno raffigurante lo Space Shuttle è comparso nella sala ricreazione dell'Enterprise del capitano Kirk in Star Trek: Il film (1979) e nella sala tattica del capitano Archer nella serie tv Star Trek: Enterprise (2001), oltre che nella sigla d'apertura del telefilm, sottintendendo una continuità ideale tra questo Space Shuttle e le navi spaziali omonime della USS Enterprise.

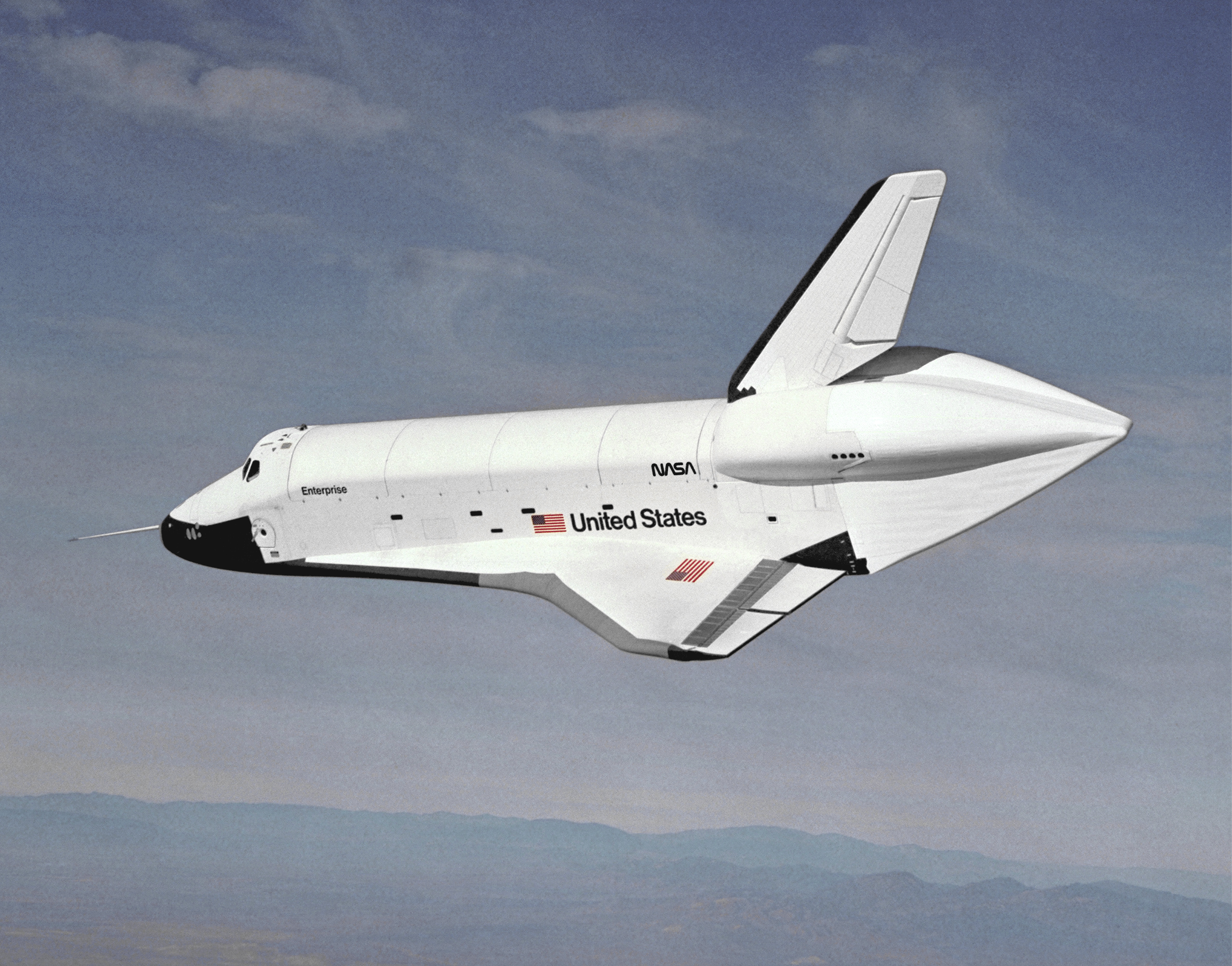
LEnterprise al suo secondo test d'atterraggio, il 13 settembre 1977.

L'Enterprise fu il primo prototipo di shuttle, costruito con finalità di collaudo, e fu utilizzato dalla NASA solo per prove a terra e test di volo entro il confine dell'atmosfera terrestre. A tal scopo fu coinvolto, il 18 febbraio 1977, in una serie di collaudi a volo libero che prevedevano lo sgancio in volo da un Boeing 747 SCA (Shuttle Carrier Aircraft) per misurarne il carico strutturale e le caratteristiche di frenaggio e di manutenzione a terra. L'atterraggio in volo planato avveniva presso la base di Edwards in California. Dopo questo primo periodo di test, durato nove mesi e ribattezzato mediante la sigla ALT (acronimo di "Approach and Landing Test"), l'Enterprise fu impiegato in test strutturali sulla rampa di lancio 39-A del John F. Kennedy Space Center, in Florida.
In tutto l'Enterprise venne sottoposto a cinque voli liberi in cui la navetta veniva staccata dallo SCA e atterrava sotto il controllo degli astronauti. Questi test servivano a verificare le caratteristiche del volo e vennero eseguiti provando parecchie configurazioni (come aerodinamica e distribuzione del peso).

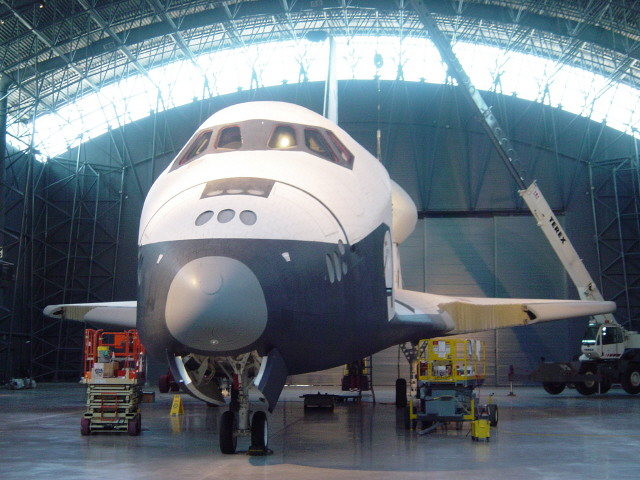
LEnterprise in mostra presso l'hangar della Smithsonian Institution vicino al Dulles Airport.

Proseguendo con il programma ALT, l'Enterprise passò attraverso molte modifiche per prepararlo a test di vibrazioni. Alla fine venne agganciato ad un serbatoio esterno e a propulsori a combustibile solido e testato in configurazione di lancio.
Dopo il completamento dei test, alla fine degli anni settanta, l'Enterprise fu ritirato dal servizio e parzialmente disassemblato per permettere ad alcuni componenti di essere riutilizzati su altre navette. Fu mandato in giro per il mondo in Francia, Germania, Italia, Regno Unito, Canada, e negli stati USA dalla California all'Alabama, fino alla Louisiana. Fu inoltre utilizzato per controllare le dimensioni della rampa di lancio (mai utilizzata) della Vandenberg Air Force Base, in California. Finalmente, il 18 novembre 1985, l'Enterprise venne portato a Washington, dove divenne proprietà della Smithsonian Institution.
Enterprise è stato parcheggiato nell'hangar della Smithsonian Institution presso il Washington Dulles International Airport prima di essere spostato nel Steven F. Udvar-Hazy Center del National Air and Space Museum (della Smithsonian Institution) a Dulles.
Dopo la chiusura del programma Space Shuttle e quindi il ritiro degli orbiter dal servizio attivo, Enterprise è stato spostato da Washington a New York, lasciando il posto allo Space Shuttle Discovery, ed è attualmente esposto all'Intrepid Sea-Air-Space Museum in un padiglione apposito sul ponte di volo della portaerei USS Intrepid (CV-11).

## Media
|  |  |  |